# ニュースゲーム
ニュースゲーム (Newsgame) は、ゲームの作成にジャーナリズムの原理を適用したコンピュータゲームのジャンルの一つである。ニュース、ドキュメンタリー、システム・シミュレーション、パズルおよびクイズなどの複数のゲームジャンルにまたがっている。

## 概要
このジャンルのゲームは通常、現実のコンセプト、論点、または実話に基づいている。しかし、プレイヤーが実世界の情報源に基づいたフィクションを体験するような、現実の調査と創作のハイブリッド表現でもありえる。このゲームは政治漫画（風刺画）・アニメのゲーム版という側面も持つ。Miguel Sicartは"公の論議に参加する意図を持つメディアを利用したゲーム"と表現している。
ニュースゲームの革新者en:Ian Bogost、en:Simon Ferrari、そしてen:Bobby Schweizerによって書かれた"Newsgames: Journalism at Play"の記事によると、彼らはニュースゲームを“コンピュータゲームとジャーナリズムの接点で製作される幅広い作品全体を指す言葉”と定義している。このジャンルは様々な方法でゲームの要素をジャーナリズムの仕事に組み込む多くのサブジャンルを含む。例えば、長文ドキュメンタリー形式（JFK: Reloaded）、現実世界の組織のシミュレーション（en:Game sweatshopまたはen:Darfur is Dying）、インタラクティブ・インフォグラフィック（en:Budget Hero）、電子文学 (en:1000 Days of Syria）、またはクイズ／パズル形式ゲーム（en:Scoople）などのニュースゲームがある。

## 例
- en:NarcoGuerra：麻薬戦争およびメキシコ麻薬戦争に基づいたゲーム（2013年6月リリース）
- en:Endgame:Syria：シリア内戦に基づいたゲーム。App Storeから販売を拒否された、ゲームやニュースの役割についての議論を巻き起こした。
- Madrid[4]：マドリード爆破事件に基づいたゲーム
- September 12th[5]：対テロ戦争における民間人死傷者に関するゲーム
- en:Darfur is Dying[6]：ダルフール紛争における難民問題を扱ったゲーム
- Bacteria Salad[7]：2006年のほうれん草食中毒感染に基づいたゲーム
- Jogo da Máfia：グローバルマフィアの仕事に関するゲーム
- Filosofighters：哲学的概念に関する教育ゲーム
- en:Snowden Run 3D：NSAの情報漏洩者エドワード・スノーデンに関連する出来事に基づいたゲーム
- en:1000 Days of Syria,[8]：シリア内戦の最初の1000日を時系列で追う、ハイパーテキストベースの歴史フィクションゲーム
- en:Hong Kong Protest Game,[9]：街頭抗議者たちの試練や苦悩を描いた風刺ゲーム